# André 3000
André 3000 (* 27. Mai 1975 in Atlanta, Georgia; bürgerlich André Lauren Benjamin) ist ein US-amerikanischer Rapper und Schauspieler. Er ist Mitglied der Hip-Hop-Gruppe OutKast und des Dirty-South-Kollektivs Dungeon Family.
André 3000 fällt vor allem durch seinen extravaganten Kleidungsstil auf, der ihm 2004 eine Auszeichnung als „Best Dressed Man in the World“ einbrachte. Als damaliger Veganer wurde er im selben Jahr von der Tierrechtsorganisation PETA neben Alicia Silverstone zum „Sexiest Vegetarian Alive“ gewählt. In einer 2008 veröffentlichten Liste der „50 Greatest MCs of Our Time“, gewählt von About.com, belegt André 3000 Platz 16.
Zu seinen Pseudonymen zählen unter anderem Possum Jenkins, Dookie Blossumgame III, Benjamin André und Johnny Vulture. Bis zur Veröffentlichung von Aquemini nannte er sich statt André 3000 schlicht Dre.

## Karriere

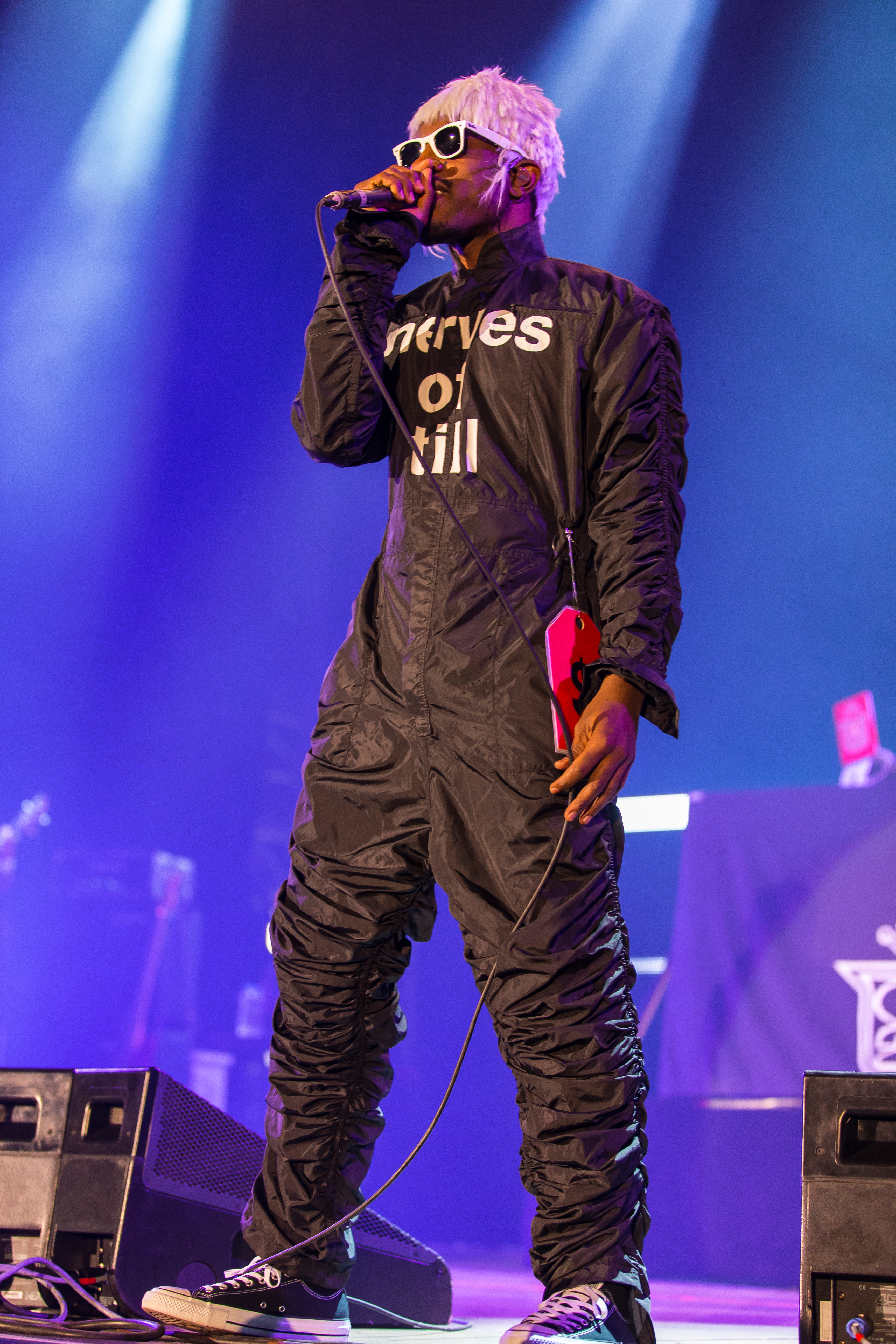
André 3000 auf dem Rock’n’Heim-Festival 2014

André 3000 wurde von seiner alleinerziehenden Mutter in Atlanta aufgezogen. Bereits während der Schulzeit traf er seinen späteren Bandkollegen Big Boi. 1994 veröffentlichten die beiden ihr erstes Album und wurden von da an von den Kritikern stets hoch gelobt. Jedes ihrer Alben erhielt mindestens eine Platin-Schallplatte, bisher gewannen sie sechs Grammys.
Zusammen mit der Sängerin Erykah Badu hat André 3000 einen Sohn (* 6. Dezember 1997). Einer der größten Erfolge der Gruppe OutKast, Ms. Jackson, thematisiert seine gescheiterte Beziehung zu Badu. Auf dem 2003 veröffentlichten Doppelalbum Speakerboxxx/The Love Below, wurde eine Hälfte von André 3000 nahezu vollständig allein geschrieben und produziert. Seinem Album, The Love Below, kam in den Medien die größere Aufmerksamkeit zu, die Singlehits Hey Ya! und Roses entstammen diesem Teil des Doppelalbums. Speakerboxxx/The Love Below wurde von allen großen deutschen Musikzeitschriften als eines der wichtigsten Werke des Jahres ausgezeichnet und ist eines der weltweit erfolgreichsten Alben dieses Jahrzehnts. Im März 2004 hielt André 3000 mit Big Boi und Alicia Keys die Laudatio für Prince, als dieser in die Rock and Roll Hall of Fame aufgenommen wurde.
Seit dem Jahr 2005 tritt er verstärkt als Schauspieler in Erscheinung, unter anderem in Be Cool – Jeder ist auf der Suche nach dem nächsten großen Hit neben John Travolta und Uma Thurman und in Vier Brüder neben Mark Wahlberg. Zusammen mit Big Boi spielt er seine erste Hauptrolle im Musicalfilm Idlewild. Von 2006 bis 2008 vertonte er die Hauptfigur der Emmy-prämierten Trickfilmserie Class of 3000, deren Erfinder und Executive Producer er war. 2008 spielte er an der Seite von Will Ferrell und Woody Harrelson in der Sportkomödie Semi-Pro. Seine Filmrolle parodiert seinen Hang zu ausgefallenen Pseudonymen. So nennt sich sein Charakter, der eigentlich Clarence heißt, im Laufe des Films auch Downtown Funkystuff Malone, Jumping Johnny Johnson, Sugar Ray Dunkerton und Coffee Black.
Nach der Veröffentlichung von Idlewild widmete André 3000 sich wieder verstärkt dem Rappen und war unter anderem auf Songs von UGK und Devin the Dude sowie Remixen von Jay-Z und Rich Boy zu hören. Trotz Ermangelung einer eigenen Single geschweige denn eines Mixtapes oder Albums wurde er von MTV 2007 auf Platz 4, 2008 auf Platz 9 ihrer Liste der „Hottest MCs in the Game“ gewählt.
2008 brachte er seine eigene Modelinie heraus.
2013 übernahm er die Hauptrolle in dem Film All Is By My Side und stellt hier Jimi Hendrix dar. Die Regie führte John Ridley.
Im November 2023 veröffentlichte André 3000 sein erstes Soloalbum New Blue Sun. Anders als seine Werke als Rapper enthält das Album eine eklektische Mischung aus New Age, Ambient Jazz und Improvisation. André ist darauf unter anderem auf dem Blaswandler und der Querflöte zu hören. Ein besonderes Merkmal des Instrumentalalbums sind die ungewöhnlich langen und kuriosen Titel der einzelnen Stücke, so zum Beispiel I Swear, I Really Wanted to Make a 'Rap' Album But This Is Literally the Way the Wind Blew Me This Time.

## Diskografie
OutKast
Solo
- 2023: New Blue Sun

Gastbeiträge
- 2012: Pink Matter (Frank Ocean feat. André 3000, UK: Silber)

## Filmografie
- 2001: WaSanGo
- 2003: Hollywood Cops (Hollywood Homicide)
- 2004–2008: The Shield – Gesetz der Gewalt (The Shield, Fernsehserie, 2 Folgen)
- 2005: Be Cool – Jeder ist auf der Suche nach dem nächsten großen Hit (Be Cool)
- 2005: Vier Brüder (Four Brothers)
- 2005: Revolver
- 2006: Idlewild
- 2006: Schweinchen Wilbur und seine Freunde (Charlotte’s Web, Stimme für Krähe Elwyn)
- 2006–2007: Class of 3000 (Fernsehserie, 11 Folgen, Stimme für Sunny Bridges)
- 2007: Battle in Seattle
- 2008: About a Girl (Fernsehserie, Folge 1x09 About an F Word)
- 2008: Semi-Pro
- 2013: All is by my Side
- 2015: American Crime (Fernsehserie, 2. Staffel)
- 2018: High Life
- 2020: Dispatches from Elsewhere
- 2022: Showing Up
- 2022: Weißes Rauschen (White Noise)